# Bahnstrecke Tabora–Kigoma (Normalspur)
| Spurweite: | 1435 mm (Normalspur) |                            |                            |
| Stromsystem: | 25 kV 50 Hz ~        |                            |                            |
| |                      |                            |                            |
| \| \| \| von Dar es Salaam (in Bau) \| \| \| \| \| Tabora \| \| \| \| \| nach Mwanza (in Bau) \| \| \| \| \| \| \| \| \| \| Kigoma \| \| |                      |                            |                            |
| Strecke (außer Betrieb) |                      | von Dar es Salaam (in Bau) | von Dar es Salaam (in Bau) |
| Bahnhof (Strecke außer Betrieb) |                      | Tabora                     | Tabora                     |
| Abzweig geradeaus und nach rechts (Strecke außer Betrieb)                                                                                |                      | nach Mwanza (in Bau)       | nach Mwanza (in Bau)       |
| |                      |                            |                            |
| Kopfbahnhof Streckenende (Strecke außer Betrieb)                                                                                         |                      | Kigoma                     | Kigoma                     |

Die normalspurige Bahnstrecke Tabora–Kigoma ist eine im Bau befindliche Bahnstrecke in Tansania.

## Rahmen
Die bestehende Tanganjikabahn (Daressalam–Kigoma), die noch aus der deutschen Kolonialzeit stammt, wurde in Meterspur gebaut. Von ihr zweigt in Tabora eine – ebenfalls meterspurige – Stichstrecke nach Mwanza ab. Die Kapazität der Bahn leidet unter jahrzehntelanger Vernachlässigung.
Tansania beabsichtigt, die wichtigsten Bahnstrecken des Landes in Normalspur – trotz der höheren Kosten gegenüber einer Sanierung der Bestandsstrecke – neu zu bauen. Dahinter steht zum einen das Interesse der Politiker, weil Neubau spektakulärer und politisch wirksamer ist als Reparatur und Unterhalt. Zum anderen wird das Projekt von dem strategischen Interesse der Volksrepublik China nach verlässlicher Transportinfrastruktur zwischen den Bergbaugebieten im Osten der Demokratischen Republik Kongo (DR Kongo) und den Häfen am Indischen Ozean getragen. Das erste Projekt dazu in Tansania ist die Bahnstrecke von Daressalam nach Mwanza am Viktoriasee, von der am Trennungsbahnhof Tabora die Bahnstrecke Tabora–Kigoma zum Tanganjikasee abzweigen soll.

## Technische Parameter
Die eingleisige Strecke soll mit 25 kV Wechselspannung bei 50 Hz elektrifiziert und auf eine zulässige Höchstgeschwindigkeit von bis zu 160 km/h ausgelegt werden. Die Länge der Strecke beträgt 411 km, hinzu kommen weitere 95 km Anschluss- und Nebengleise. Die Strecke soll 10 Bahnhöfe für den Personenverkehr und zwei große Güterbahnhöfe in Uvinza und Katosho erhalten. In Uvinza soll später die Zweigstrecke nach Gitega (282 km) in Burundi und Kindu in der DR Kongo anschließen.

## Stand
Bauherrin des Projekts ist die Tanzania Railways Corporation (TRC). Am 20. Dezember 2022 unterzeichneten Vertreter TRC, der China Civil Engineering Construction Corporation (CCECC) und der China Railway Construction Company (CRCC) einen Vertrag über den Bau der Strecke. Letztere ist die bauausführende Gesellschaft. Die Kosten für die Strecke werden mit ca. 2 Mrd. Euro veranschlagt. Die Arbeiten sollen 2026 abgeschlossen werden.
Die Strecke nach Burundi soll zusätzlich etwa 800 Mio. Euro kosten, die gemeinsam von Tanzania und Burundi aufgebracht werden sollen.